# アロハエアカーゴ
アロハエアカーゴ（Aloha Air Cargo）はハワイ州を拠点とする貨物航空会社である。2008年5月15日にアロハ航空の分離で運航開始した。

## 歴史
もとはハワイを中心に展開していたアロハ航空（1946年〜2008年3月31日）の貨物部門であった。しかしアロハ航空の旅客部門が2008年3月30日にアメリカ路線を31日島内路線の運航を停止した事により、一時的にアロハ航空の貨物部門も3月31日に運航停止した。その数日後に貨物部門営業は再開される事となり営業再開した。ところが結局同年5月に営業停止する事になりここで貨物部門も営業を止めてしまった。その後別会社（現在はSaltchuk）が出資してアロハエアカーゴは再び営業を再開した。勿論現在の親会社はアロハ航空時代の親会社aloha airgroup,inc.とは異なる為、名前を引き継いだだけで完全な別会社である。
現在のアロハエアカーゴはホノルル国際空港をハブ空港としており、使用機材はボーイング767、ボーイング737、Saab340である。2014年からはアメリカ大陸にも路線を飛ばす様になり、ラスベガスとロサンゼルスに飛ばしている。

## 就航地

### アメリカ
ハワイ州
- ホノルル国際空港
- ヒロ国際空港
- コナ国際空港
- カフルイ空港
- リフェ空港

カリフォルニア州
- ロサンゼルス国際空港

ネバダ州
- マッカラン国際空港

## 保有機材
アロハ航空時代はアロハ航空が主力として使用していたボーイング737-200を貨物部門でも使用していた。アロハ航空倒産後も数年間は同型機を使用していた。中にはアロハ航空で使われていた飛行機を貨物用に転用した機材もあった。ここ最近はボーイング737-300が主力となっている。また2014年よりアメリカ大陸線にも進出しておりボーイング7671機をリースして使用している。

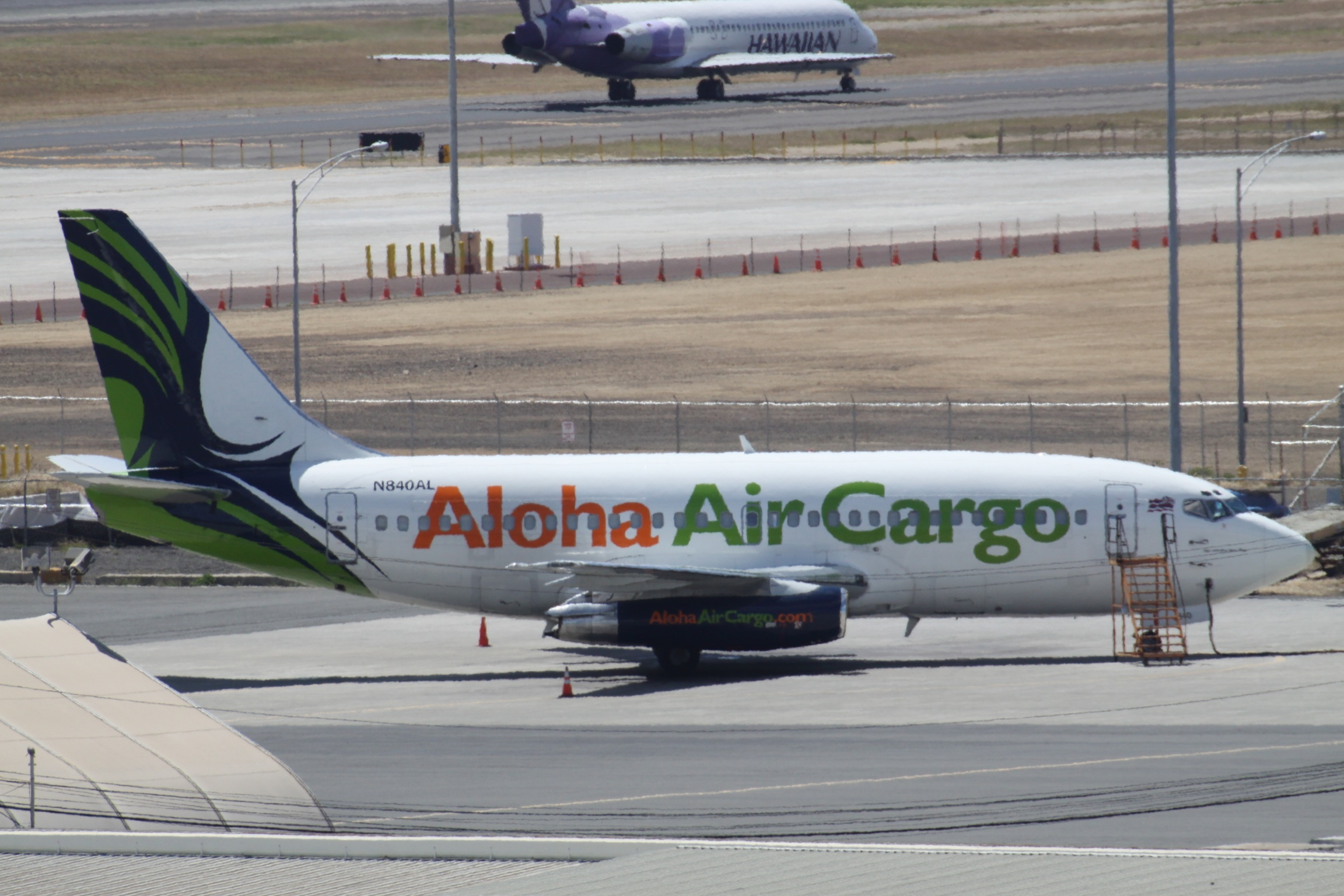
737-200C

| 使用機材      | 保有台数      |
| ------------- | ------------- |
| ボーイング767 | 1機（大陸線） |
| ボーイング737 | 3機（島内線） |
| saab340       | 3機（島内線） |